# Grenze zwischen Algerien und Marokko
Die Grenze zwischen Algerien und dem Königreich Marokko ist eine Landgrenze in Nordafrika. Sie trennt die beiden Maghrebstaaten. Die Angaben über die Länge variieren stark (von 1427 km bis 1941 km), dies geht nur zum geringen Teil auf die nicht allgemein anerkannte Annexion der Westsahara durch Marokko zurück, die nur rund 40 km der Grenzlänge betrifft. Die Festlegung erfolgte durch einen 1972 in der marokkanischen Hauptstadt Rabat geschlossenen Vertrag, der 1973 von Algerien und 1992 von Marokko ratifiziert wurde. Damit wurden marokkanische Ansprüche auf Teile der algerischen Sahara ad acta gelegt. Die Istiqlal-Partei hatte 1956 Ansprüche auf  die Westsahara, Mauretanien, Teile von Mali und der algerischen Sahara in den Raum gestellt.
Die Grenzübergänge sind seit 1994 geschlossen.

## Geschichte

Gebietsansprüche der Istiqlal-Partei

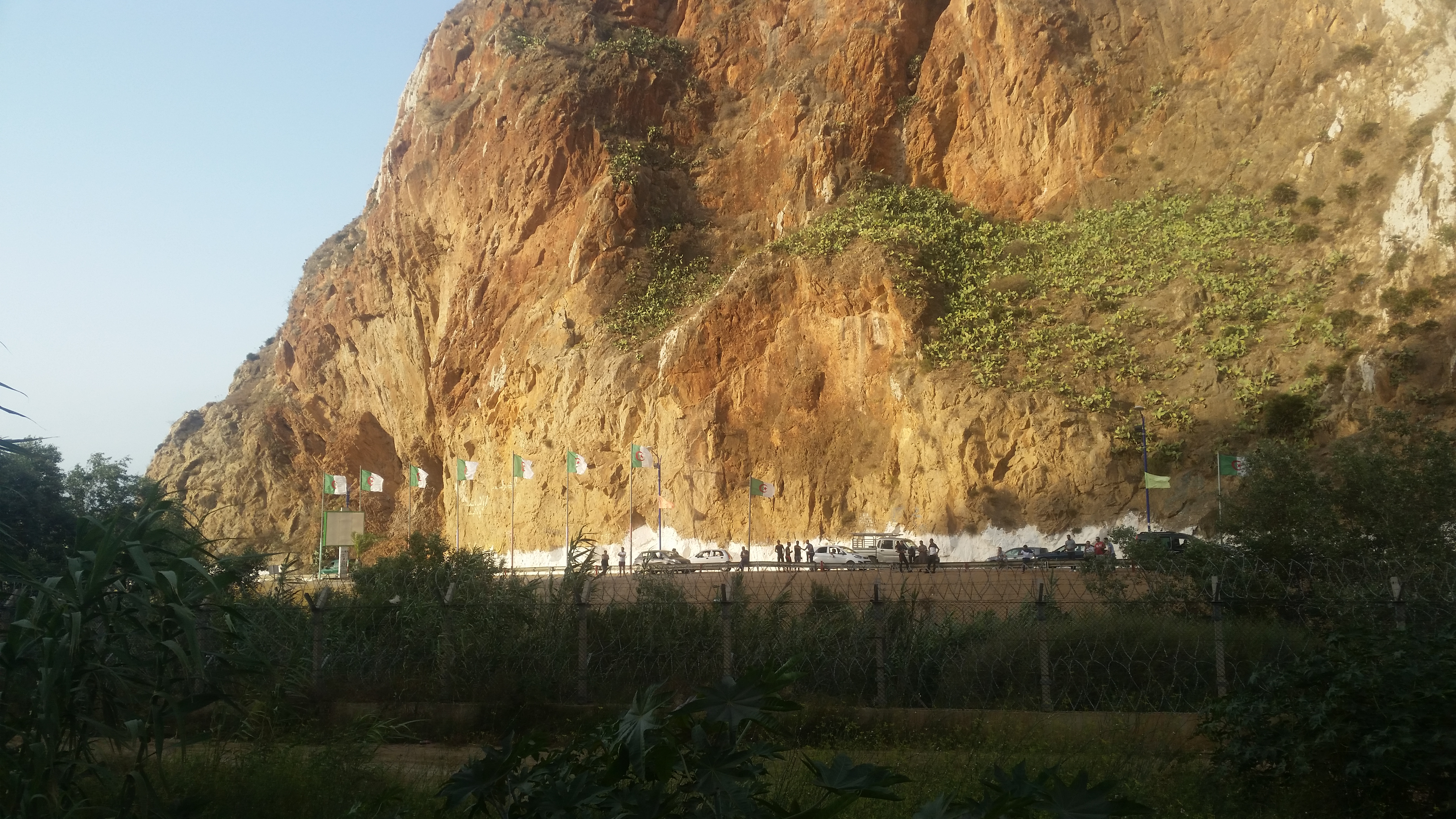
Grenzzaun

Zur Zeit der Dynastie der Saadier im 16. und 17. Jahrhundert galt der Fluss Moulouya als Ostgrenze Marokkos. Umkämpft war in der Folgezeit insbesondere die Stadt Oujda. Im 17. Jahrhundert musste die ottomanische Herrschaft über Algier den Fluss Tafna als Grenze anerkennen. 1795 wurde der Fluss Oued Kiss als Grenze bestimmt.
Nach der französischen Okkupation Algeriens kam es am 14. August 1844 zur Schlacht bei Isly, in der die französische Kolonialmacht den algerischen Freiheitskämpfer Abd el-Kader und das marokkanische Heer unter Mulai Abd ar-Rahman schlug. Darauf kam es zum am 18. März 1845 unterzeichneten Vertrag von Lalla Maghnia, mit dem die Grenze von der Mündung des Oued Kiss in das Mittelländische Meer bis zum Pass von Teniet-Sassi im Tellatlas auf eine Länge von ca. 120 km festgelegt wurde.

## Verlauf

Grenzverlauf (1963)

Die Grenze zwischen Algerien und Marokko lässt sich in drei Abschnitte einteilen:
- Von der Mündung des Oued Kiss bis Figuig
- Von Figuig bis zur Hammada du Guir
- Von der Hamada du Guir bis zur Westsahara

### Von der Mündung des Oued Kiss bis Figuig
Die Grenze verläuft hier im Großen und Ganzen in nord-südlicher Richtung. Bis zum Pass von Teniet-Sassi wurde sie im Vertrag von Lalla Maghnia festgelegt, südlich davon entspricht der Verlauf einer fiktiven Mittellinie zwischen den zwei Reihen von nummerierten Pfosten nach diesem Vertrag. Figuig gehört dabei zu Marokko.

### Von Figuig bis zur Hammada du Guir
Bei Figuig biegt die Grenze nach Westen ab. Der Grenzverlauf ist hier nicht genau festgelegt. Aufgrund des am 20. Juli 1901 in Paris unterzeichneten Protokolls und der Arbeit einer darauf eingesetzten bilateralen Kommission wurde am 20. April 1902 eine Vereinbarung abgeschlossen, die Kenadsa, Béchar und Ouakda Algerien zuordnete. Ein zweites Abkommen wurde am 4. März 1910 in Paris vom französischen Außenminister Stephen Pichon und auf marokkanischer Seite von Mohammed el Mokri und Abdellah El Fassi unterzeichnet. Da diese Abkommen nicht sehr präzise und zum Teil widersprüchlich waren, bemühten sich die französischen Autoritäten um eine Präzisierung. 1912 wurde ein unter dem Namen ligne Varnier bekannt gewordener erster Grenzverlauf vorgeschlagen. 1938 folgte ein zweiter Vorschlag, der als ligne Trinquet bekannt ist und dem die Grenze bis zum Ende des französischen Protektorats über Marokko 1956 faktisch folgte. Bis zur Unabhängigkeit Algeriens sah Marokko diese Linie als östliche Minimalgrenze an. Aus strategischen Gründen hatte Frankreich 1958 noch eine weiter westlich verlaufende ligne opérationelle ins Spiel gebracht.

### Von der Hammada du Guir bis zur Westsahara
Für diesen Abschnitt bestanden keine vertraglichen Festlegungen. Oberst Trinquet hatte allerdings 1938 die von ihm vorgeschlagene Linie entsprechend der administrativen Zuordnung der Bevölkerung verlängert. Schon 1903 hatte der damalige Brigadegeneral Hubert Lyautey das heute algerische Colomb-Béchar als vorgeschobenen Posten gegen Marokko (nach marokkanischer Auffassung auf marokkanischem Boden) gegründet.
Mit der nicht allgemein anerkannten Annexion der Westsahara hat sich die marokkanisch-algerische Grenze um 39 oder 41 km verlängert.